# Koen Verberck
Koen Verberck (Brasschaat, 13 juli 1968) is een Belgisch leerkracht, ondernemer en voormalig Vlaams-nationalistisch politicus voor de N-VA.

## Levensloop
Verberck groeide op in Brasschaat en was er tijdens zijn jeugd aangesloten bij KFC Brasschaat en Brasschaat HC. Na zijn studies ging hij aan de slag als leerkracht lichamelijke opvoeding aan het Sint-Eduarduscollege te Merksem en in 2009 vestigde hij zich opnieuw in de parkgemeente. Ook was hij voorzitter van de wielertoeristenafdeling van de Royal Antwerp Bicycle Club (RABC).
In 2011 sloot hij aan bij de Brasschaatse N-VA-afdeling. Na de gemeenteraadsverkiezingen van 2012 werd hij aangesteld als fractieleider in de gemeenteraad. In 2014 werd hij aangesteld als plaatsvervangend burgemeester voor Jan Jambon, een functie die hij uitoefende tot augustus 2018. Verberck was toen in een storm terechtgekomen nadat hij een verkavelingsdossier had ingediend, waarbij hij werd beschuldigd van belangenvermenging. Zelf gaf hij aan dat de aanleiding een aanbod uit de privésector was. Eerder was aangekondigd dat hij de derde plek kreeg op de N-VA-kieslijst bij de stembusgang van 2018. Hij werd opgevolgd door Philip Cools.
Samen met zijn vrouw startte hij vervolgens in 2022 een bistro te Gooreind. Verberck bleef daarnaast actief als sportleerkracht. Hij is gehuwd en heeft vier kinderen.